# Los árboles mueren de pie
Los árboles mueren de pie es una obra teatral del dramaturgo español Alejandro Casona publicada y estrenada en 1949.

## Contexto
Estrenada en el Teatro Ateneo de Buenos Aires el 1 de abril de 1949, la obra podría fundamentarse en la misión de la propia institución que se representa: «sembrar ilusión», que, según palabras del propio autor puestas en el protagonista, es:

«Una misión tan digna por lo menos como sembrar trigo.»
 Mauricio («Los árboles mueren de pie», Alejandro Casona)

A su vez, este aspecto ilustra uno de los vértices que concentran la mayoría de las críticas al autor: su visión evasiva de la realidad.
Estrenada por primera vez en España el 18 de diciembre de 1963 en el Teatro Bellas Artes de Madrid, es considerada como uno de los éxitos más notables del autor tras su consagración como dramaturgo con La sirena varada.

## Sinopsis
El señor Balboa tenía un nieto desalmado al que, un día, tuvo que echar de casa. Luego de un tiempo, para que su esposa no se deprima, Balboa empieza a escribir cartas apócrifas haciéndose pasar por su nieto.
El nieto de verdad decide volver a su hogar (en busca de dinero), pero el barco en el que venía se pierde. Balboa contrata a Mauricio para que, en combinación con una linda muchacha, Isabel, finjan ante la abuela ser el nieto perdido y su feliz esposa.
Inesperadamente, llega el verdadero nieto, que no había muerto como pensaba Balboa. La abuela se entera del engaño, pero decide no decírselo al imitador ni a la muchacha, como agradecimiento por los días felices que le han hecho vivir y en definitiva, con el mismo objetivo que la pareja y la institución de Mauricio habían ido a realizar allí: hacer realidad ilusiones. Mauricio e Isabel terminan juntos y la abuela les da la receta de su licor y un trozo del jacarandá como muestra de agradecimiento por los días tan felices que le han hecho pasar.

## Personajes
Listado de personajes de la obra y de los actores que los interpretaron en los estrenos de Argentina y España, respectivamente.
- Personajes principales:
  - Sr. Balboa, interpretado en sus respectivos estrenos en Buenos Aires y Madrid por Francisco López Silva y Francisco Pierrá.
  - La Abuela.
- Personajes secundarios: Mauricio (jefe de la oficina), Helena (secretaria), Amelia (mecanógrafa), Genoveva (confidente y amiga de la Abuela), Felisa (doncella) y el Otro (el verdadero nieto).
- Personajes terciarios: El pastor noruego, el ilusionista, el cazador y el ladrón de ladrones.